# Anthony Fiala
Pour les articles homonymes, voir Fiala.
Anthony Fiala est un explorateur américain de l'Arctique. Né à Jersey City (New Jersey), le 19 septembre 1869, il est mort à Brooklyn (New York) le 8 avril 1950.

## Biographie
Il étudie à la Cooper Union et à l'Académie nationale de design de New York puis exerce divers métiers : lithographe, chimiste, dessinateur et chef des arts et gravures du  Brooklyn Daily Eagle (1894-1899). En 1898, il s'engage comme soldat lors de la guerre hispano-américaine pour servir de correspondant à ce journal.
En 1901, il s'engage dans l'expédition arctique Baldwin-Ziegler comme photographe. En 1903, il devient chef de l'expédition Ziegler, dont le but est d'atteindre le pôle Nord. 
Parti le 14 juin 1903 de Tromsø, il explore en détail l'archipel François-Joseph. Son navire, l'America fait naufrage en baie Teplitz sur l'île Prince Rudolf. Fiala et ses hommes seront sauvés au cap Dillon sur l'île McClintock par William S. Champ en juillet 1905 et rapatriés. 
En 1914, Anthony Fiala accompagne Theodore Roosevelt dans une expédition scientifique dans les parties inexplorées du Brésil.

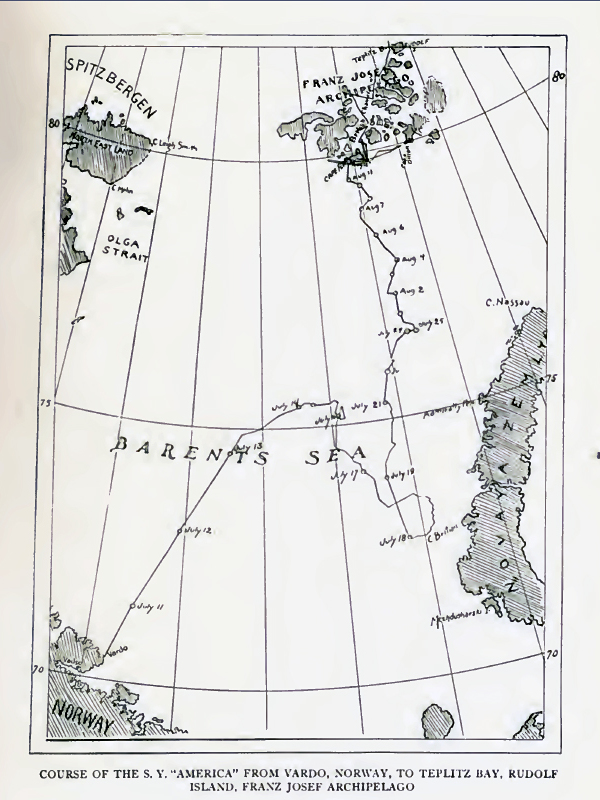
Parcours de l'America en 1903
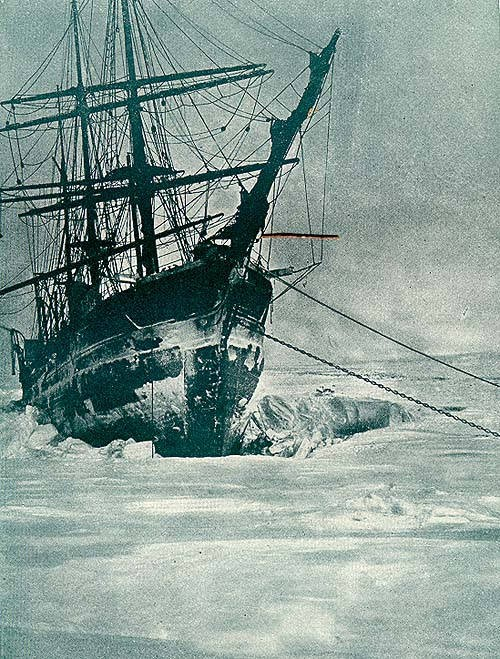
Le navire naufragé en baie Teplitz, 1904
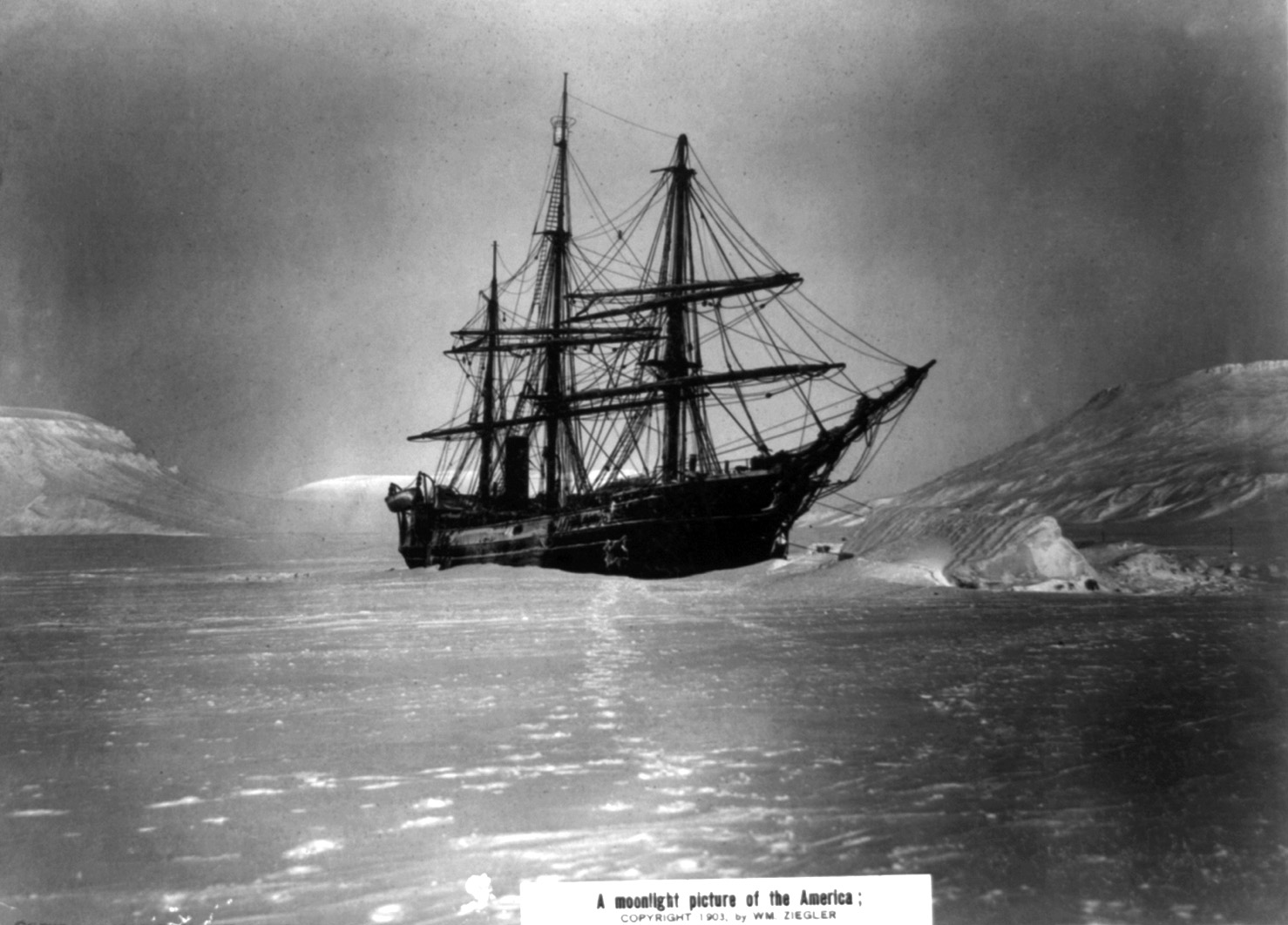
L'America échoué à la baie Tepliz.
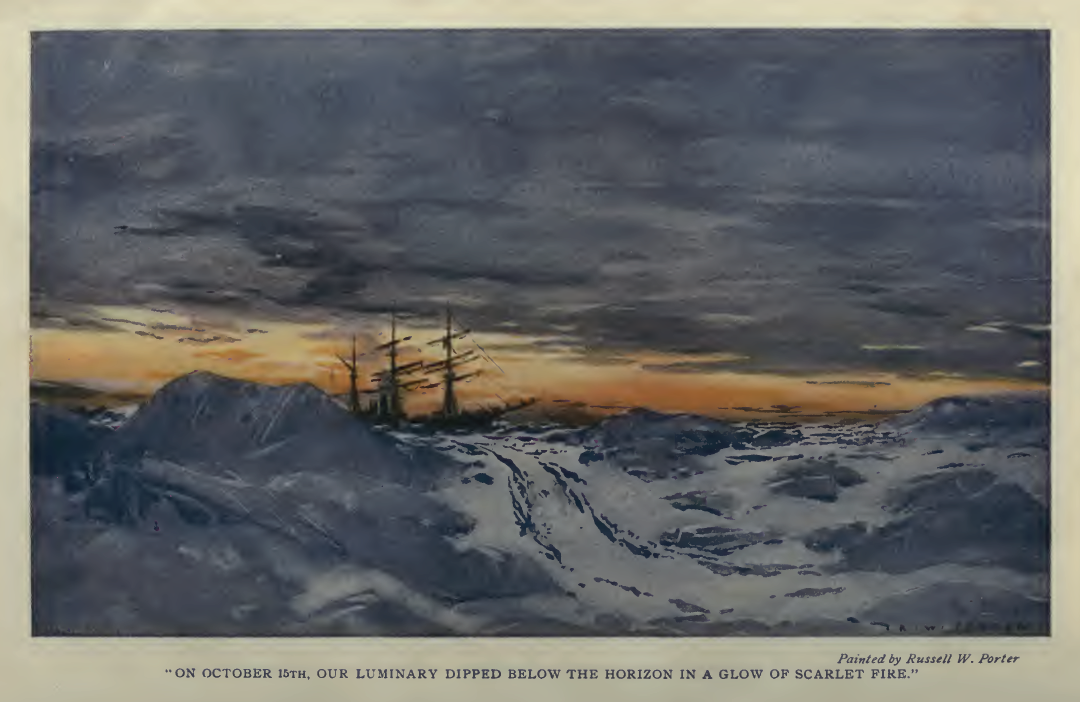
L'expédition Fiala.

## Œuvres
- Troop C in Service (1899)
- Fighting the Polar Ice (1906)